# Cerkev sv. Miklavža, Spodnji Čačič
Cerkev svetega Miklavža na Spodnjem Čačiču je podružnična cerkev Župnije Osilnica. Omenja se že leta 1526. Ljudsko izročilo govori o njej kot najstarejši cerkvi v osilniški fari. 
Oltar za cerkev je naredil domačin Peter Rutar. Leta 1893 so v cerkvi svetega Vida v Bosljivi Loki zamenjali dve stoletji star oltar z oltarjem, ki ga je naredil Rutar. Naslikal je tudi sliko svetega Vida s tronom in v njem Mater Božjo ter stranski podobi svete Lucije in svete Terezije. 